# Cúmulo globular M68
Messier 68 (también conocido como M68 o NGC 4590) es un cúmulo globular en la constelación Hydra. Fue descubierto por Charles Messier en 1780. El M68 está a una distancia de unos 33.000 años luz desde la Tierra.